# Alanyaspor
Alanyaspor je turecký fotbalový klub z města Alanya. Tým byl založen v roce 1948 a od roku 2016 působí v nejvyšší turecké lize, Süper Lig. V dresu Alanyasporu krátce působil český útočník Josef Šural, který během působení zde v dubnu 2019 tragicky zemřel.

## Umístění v jednotlivých sezonách
- 1948–1984: Amatérské ligy
- 1984–1988: TFF Third League
- 1988–1997: TFF First League
- 1997–2004: TFF Third League
- 2004–2014: TFF Second League
- 2014–2016: TFF First League
- od 2016: Süper Lig

## Evropské poháry
| Sezona  | Pohár         | Kolo        | Soupeř       | Doma | Venku | Celkem |
| ------- | ------------- | ----------- | ------------ | ---- | ----- | ------ |
| 2020/21 | Evropská liga | 3. předkolo | Rosenborg BK | —    | 0:1   | —      |